# Sân bay quốc tế Song Lưu Thành Đô
Sân bay quốc tế Song Lưu Thành Đô (IATA: CTU, ICAO: ZUUU) (giản thể: 成都双流国际机场; phồn thể: 成都雙流國際機場; bính âm: Chéngdū Shuāngliú Guójì Jīchǎng) là sân bay chính ở Thành Đô, Tứ Xuyên, Trung Quốc. Sân bay này tọa lạc ở phía bắc huyện Song Lưu, khoảng 16 km về phía tây nam trung tâm Thành Đô.
Năm 2018, đây là sân bay tấp nập nhất ở Tây Trung Hoa và là sân bay tấp nập thứ 4 ở Trung Quốc tính về số lượt khách thông qua, với 42,2 triệu lượt khách. Sân bay Song Lưu cũng là sân bay có lượng hàng hóa thông qua lớn thứ 4 năm 2013 và là sân bay có số lượt chuyến xếp thứ 6 ở Trung Quốc năm 2009. Đây là căn cứ của các hãng hàng không Sichuan Airlines và Chengdu Airlines. China Eastern Airlines, China Southern Airlines, Shenzhen Airlines, Lucky Air và Tibet Airlines cũng có văn phòng tại sân bay này.
Ngày 12 tháng 5 năm 2008, sân bay này tạm đóng cửa do bị hư hại nhỏ trong trận động đất Tứ Xuyên nhưng ngày sau đã hoạt động trở lại. Sân bay này đã đóng vai trò quan trọng trong công tác cứu trợ sau trận động đất này.
Đang có kế hoạch dài hạn xây một sân bay thứ nhì ở huyện Jintang với 5 đường băng.
Sân bay này có tên gọi cũ là Sân bay Song Quế Tự, khai trương năm 1938 làm căn cứ không quân, lúc đó đường băng bằng đất.
Từ năm 1994-2001, sân bay đã được mở rộng nâng cấp, đường băng được kéo dài lên 3600 mét, đạt cấp 4E, cho phép phục vụ máy bay phản lực lớn như Boeing 747-400. 
Đến thời điểm năm 2010, sân bay này có tuyến bay kết nối với 20 tuyến quốc tế, là trung tâm của United Eagle Airlines, Air China và Sichuan Airlines. Sân bay được kết nối giao thông đường bộ với Thành Đô bằng đường cao tốc.
Đường băng thứ nhì được bắt đầu xây cuối năm 2008 và đưa vào sử dụng tháng 12 năm 2009 (dài 3600 m rộng 60 m), nâng cấp sân bay từ 4E lên 4F, có thể phục vụ máy bay lớn Airbus A380.
Nhà ga 2 bắt đầu xây tháng 6 năm 2009 và dự kiến vận hành năm 2011. Nhà ga 2 có quy mô gấp đôi nhà ga cũ T1, cho phép sân bay phục vụ 35 triệu lượt khách mỗi năm khi nhà ga 2 đi vào vận hành.

## Hãng hàng không và tuyến bay

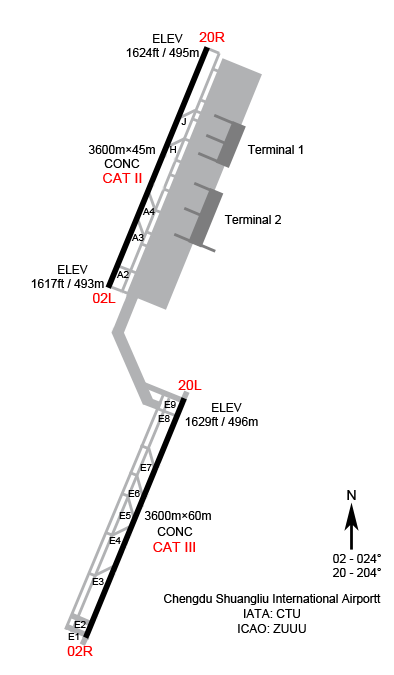
Sơ đồ sân bay

### Hành khách
| Hãng hàng không                        | Các điểm đến | Nhà ga/ Hành lang |
| -------------------------------------- | --- | ----------------- |
| AirAsia X                              | Kuala Lumpur–International | 1                 |
| Air China                              | Colombo, Frankfurt, Hong Kong, Kathmandu, Osaka-Kansai, Paris-Charles de Gaulle, Seoul-Incheon, Singapore, Taichung, Đài Bắc-Đào Nguyên, Tokyo-Narita, Yangon | 1                 |
| Air China                              | Aksu, Bắc Kinh-Thủ đô, Changchun, Trường Sa, Changzhi, Changzhou, Dali, Daocheng, Fuzhou, Quảng Châu, Guilin, Guiyang, Haikou, Hàng Châu, Harbin, Hợp Phì, Hongyuan, Huizhou, Jinan, Jiuzhaigou, Kashgar, Korla, Côn Minh, Lanzhou, Lhasa, Lijiang, Nanchang, Nam Kinh, Nam Ninh, Ningbo, Nyingchi, Panzhihua, Qamdo, Thanh Đảo, Sanya, Thượng Hải-Hồng Kiều, Thượng Hải-Phố Đông, Shantou, Shenyang, Thâm Quyến, Taiyuan, Tianjin, Urumqi, Wenzhou, Wuhan, Xiamen, Xichang, Xining, Yantai, Yinchuan, Yining, Yulin, Yuncheng, Zhangjiajie, Trạm Giang, Zhengzhou, Zhuhai                                                                  | 2                 |
| Air China vận hành bởi Dalian Airlines | Đại Liên, Tây An | 2                 |
| Air Leisure                            | Thuê chuyến: Aswan, Cairo | 1                 |
| Air Macau                              | Macau | 1                 |
| Air Mauritius                          | Mauritius | 1                 |
| All Nippon Airways                     | Tokyo-Narita | 1                 |
| Asiana Airlines                        | Seoul-Incheon | 1                 |
| Beijing Capital Airlines               | Quảng Châu, Lijiang, Sanya | 2                 |
| British Airways                        | London-Heathrow | 1                 |
| Chengdu Airlines                       | Beihai, Changbaishan, Changchun, Trường Sa, Đại Liên, Fuzhou, Quảng Châu, Guiyang, Haikou, Hàng Châu, Harbin, Jinan, Jinggangshan, Jining, Jiuzhaigou, Côn Minh, Lanzhou, Lianyungang, Lijiang, Liuzhou, Nanjing, Nanning, Ningbo, Thanh Đảo, Sanya, Thượng Hải-Phố Đông, Shenyang, Thâm Quyến, Taiyuan, Taizhou, Tianjin, Wenzhou, Wuhan, Xiamen, Tây An, Xingyi, Xishuangbanna, Yinchuan, Zhengzhou, Zhongwei, Zhuhai, Zunyi | 2                 |
| China Airlines                         | Đài Bắc-Đào Nguyên | 1                 |
| China Eastern Airlines                 | Bangkok-Suvarnabhumi, Fukuoka, Hiroshima, Jeju, Los Angeles, Osaka-Kansai, Phuket | 1                 |
| China Eastern Airlines                 | Changzhou, Dali, Đại Liên, Daocheng, Diqing, Quảng Châu, Hàng Châu, Harbin, Hefei, Jiuzhaigou, Kangding, Côn Minh, Lanzhou, Lhasa, Lijiang, Mangshi, Nanchang, Nanjing, Ningbo, Thanh Đảo, Sanya, Thượng Hải-Hồng Kiều, Thượng Hải-Phố Đông, Thâm Quyến, Taiyuan, Wuhan, Wuxi, Tây An, Xichang, Xining, Xishuangbanna, Yancheng, Yinchuan, Yushu, Zhuhai | 2                 |
| China Express Airlines                 | Bijie | 2                 |
| China Southern Airlines                | Baotou, Bắc Kinh-Thủ đô, Changchun, Changsha, Đại Liên, Daqing, Quảng Châu, Guilin, Guiyang, Haikou, Hàng Châu, Harbin, Huaihua, Jinan, Korla, Nanning, Nanyang, Ningbo, Sanya, Thượng Hải-Phố Đông, Shantou, Shenyang, Thâm Quyến, Taiyuan, Urumqi, Wuhan, Tây An, Yantai, Zhengzhou, Zhuhai | 2                 |
| China United Airlines                  | Beijing-Nanyuan, Shijiazhuang | 2                 |
| Dragonair                              | Hong Kong | 1                 |
| Etihad Airways                         | Abu Dhabi | 1                 |
| EVA Air                                | Đài Bắc-Đào Nguyên | 1                 |
| Far Eastern Air Transport              | Kaohsiung | 1                 |
| Hainan Airlines                        | Bắc Kinh-Thủ đô, Quảng Châu, Haikou, Hàng Châu, Jiuzhaigou, Sanya, Thâm Quyến, Urumqi, Tây An | 2                 |
| Hebei Airlines                         | Shijiazhuang | 2                 |
| Hong Kong Airlines                     | Hong Kong | 1                 |
| Juneyao Airlines                       | Chizhou, Thượng Hải-Hồng Kiều | 2                 |
| KLM                                    | Amsterdam | 1                 |
| Kunming Airlines                       | Côn Minh, Lijiang, Nanchang | 2                 |
| Lao Airlines                           | Luang Prabang | 1                 |
| Loong Air                              | Hàng Châu, Handan, Luoyang, Xiangyang | 2                 |
| Lucky Air                              | Dali, Fuzhou, Guiyang, Haikou, Jinan, Jiuzhaigou, Kangding, Côn Minh, Pu'er, Sanya, Tengchong, Zhaotong | 2                 |
| Nok Air                                | Phuket | 1                 |
| Okay Airways                           | Changsha, Tianjin | 2                 |
| Qatar Airways                          | Doha | 1                 |
| Qingdao Airlines                       | Thanh Đảo | 2                 |
| Ruili Airlines                         | Harbin, Côn Minh, Qinhuangdao, Zhangjiakou | 2                 |
| Shandong Airlines                      | Guilin, Jinan, Jingdezhen, Thanh Đảo, Xiamen | 2                 |
| Shanghai Airlines                      | Huangshan, Thượng Hải-Hồng Kiều | 2                 |
| Shenzhen Airlines                      | Phuket (bắt đầu lại từ 9/6/2016) | 1                 |
| Shenzhen Airlines                      | Quảng Châu, Hohhot, Nanchang, Nam Kinh, Nam Ninh, Quanzhou, Shenyang, Thâm Quyến, Taiyuan, Wuxi, Tây An | 2                 |
| Sichuan Airlines                       | Bangkok-Suvarnabhumi, Chiang Mai, Dubai-International, Hong Kong, Jeju, Kathmandu, Krabi, Malé, Melbourne, Moscow-Sheremetyevo, Nha Trang, Osaka-Kansai, Phuket, Seoul-Incheon, Singapore, Taipei-Songshan, Tokyo-Narita, Vancouver Thuê chuyến: Prague, Saipan | 1                 |
| Sichuan Airlines                       | Bắc Kinh-Thủ đô, Changchun, Changsha, Changzhou, Đại Liên, Daocheng, Dazhou, Dongying, Dunhuang, Fuzhou, Ganzhou, Quảng Châu, Quế Lâm, Guiyang, Haikou, Handan, Hàng Châu, Harbin, Hefei, Hohhot, Jiayuguan, Jinan, Jiuzhaigou, Kashgar, Côn Minh, Lanzhou, Lhasa, Lijiang, Linyi, Mangshi, Nanchang, Nanjing, Nanning, Nantong, Ningbo, Nyingchi, Ordos, Panzhihua, Qianjiang, Thanh Đảo, Quanzhou, Sanya, Thượng Hải-Phố Đông, Shenyang, Thâm Quyến, Shijiazhuang, Taiyuan, Tianjin, Urumqi, Wanzhou, Wenzhou, Wuhan, Wuxi, Xiahe, Xiamen, Tây An, Xichang, Xining, Xishuangbanna, Xuzhou, Yangzhou, Yichang, Yinchuan, Yichun, Zhengzhou | 1                 |
| SilkAir                                | Singapore | 1                 |
| Spring Airlines                        | Bangkok-Suvarnabhumi, Surat Thani | 1                 |
| Spring Airlines                        | Thượng Hải-Hồng Kiều, Shijiazhuang | 2                 |
| Thai Airways                           | Bangkok-Suvarnabhumi | 1                 |
| Tianjin Airlines                       | Thiên Tân | 2                 |
| Tibet Airlines                         | Changsha, Hàng Châu, Quý Dương, Nam Kinh, Nyingchi, Lhasa, Tam Á, Thượng Hải-Hồng Kiều, Thâm Quyến, Shigatse, Xining | 2                 |
| United Airlines                        | San Francisco | 1                 |
| Urumqi Air                             | Urumqi | 2                 |
| Vietnam Airlines                       | Đà Nẵng, Hà Nội, Nha Trang | 1                 |
| Xiamen Airlines                        | Trường Sa, Phúc Châu, Hàng Châu, Quanzhou, Wuhan, Xiamen | 2                 |
| VietJet Air                            | Thuê chuyến: Phú Quốc | 1                 |

### Hàng hóa
| Hãng hàng không           | Các điểm đến                                                                         |
| ------------------------- | ------------------------------------------------------------------------------------ |
| Air China Cargo           | Nanjing, Thượng Hải-Phố Đông                                                         |
| AirBridgeCargo Airlines   | Moscow–Domodedovo, Moscow–Sheremetyevo, Novosibirsk, Zhengzhou                       |
| Cathay Pacific Cargo      | Hong Kong, Thượng Hải-Phố Đông                                                       |
| China Cargo Airlines      | Thượng Hải-Phố Đông                                                                  |
| China Postal Airlines     | Nanjing                                                                              |
| DHL                       | Thượng Hải-Phố Đông                                                                  |
| FedEx Express             | Anchorage, Delhi, Quảng Châu                                                         |
| Korean Air Cargo          | Chennai, Hanoi, Seoul-Incheon                                                        |
| SF Airlines               | Thâm Quyến                                                                           |
| Shenzhen Donghai Airlines | Hong Kong, Thâm Quyến                                                                |
| UPS Airlines              | Almaty, Cologne/Bonn, Seoul-Incheon, Thượng Hải-Phố Đông, Warsaw-Chopin              |
| Yangtze River Express     | Châlons-en-Champagne, Hong Kong, Luxembourg, Prague, Thượng Hải-Phố Đông, Thâm Quyến |